# Cristina Souza de Carvalho
Cristina Souza de Carvalho (Piracicaba, 2 novembre 1978) è un'ex cestista brasiliana.

## Carriera
Con il Brasile ha disputato i Campionati sudamericani del 2003.